# Quick (restaurant)

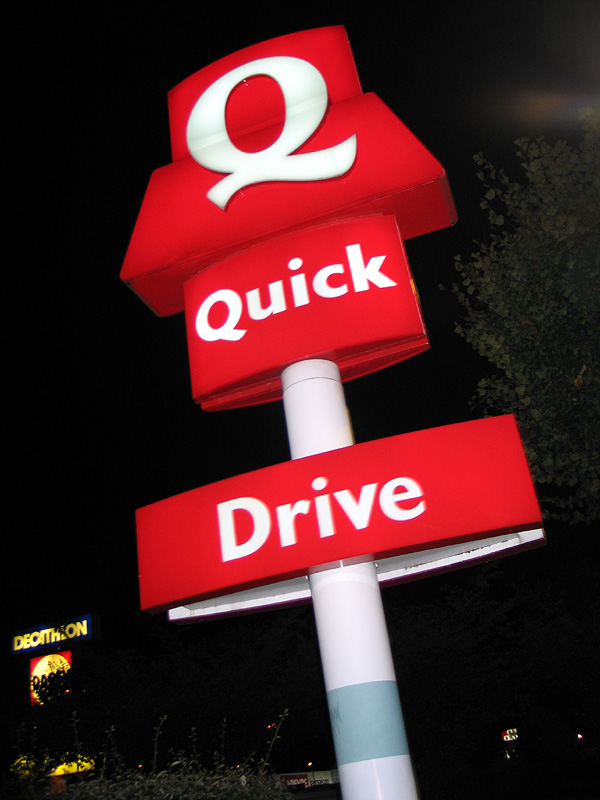
Quick de Montigny-lès-Cormeilles

Quick és una cadena de menjar ràpid  francesa d'origen belga similar a McDonald's. Va començar a Schoten, i en 2007 va ser nacionalitzada pel govern francès per mitjà de  CDC. Actualment té restaurants a Bèlgica, França, Egipte, Algèria, Marroc, Emirats Àrabs Units, Andorra, Luxemburg, Espanya, Rússia i Armènia. El 72% funciona a manera de franquícia.
L'hamburguesa "Giant" és el seu producte més venut, deixen que els clients surten les seves patates, hi va haver una hamburguesa vegetariana disponible en els 1990 i el febrer de 2010, l'empresa va anunciar que serviria productes halal per musulmans, i va arribar a servir només menús halal a l'agost de 2010. Això ha ocasionat certes polèmiques i diversos polítics com Marine Le Pen i membres de l'UMP s'hi han posicionat en contra.

## Controvèrsia
El 22 de gener de 2011, un noi de 14 anys va morir després de dinar dues hamburgueses contaminades en un restaurant d'Avinyó. L'autòpsia va dictaminar que en el seu cos havia restes d'estreptococs, així com en cinc dels vuit empleats. Però el director, Jacques-Edouard Xarret, no ha volgut responsabilitzar-se de la mort del noi.